# Plecia impostor
Plecia impostor är en tvåvingeart som beskrevs av Enrico Adelelmo Brunetti 1912. Plecia impostor ingår i släktet Plecia och familjen hårmyggor. Inga underarter finns listade i Catalogue of Life.